# Mayouom
Mayouom est un village du Cameroun situé dans le département du Noun et la Région de l'Ouest. Il fait partie de l'arrondissement de Njimom.
Mayouom est aussi le village père du peuple Bamoun car il abrite les sept pierres (sahaba ghouo) où le roi tchare yen et ses notables étaient assis pour siéger à une réunion qui sera historique pour le peuple Bamoun et la maison la plus ancienne du noun (dah râh) sans oublier un quartier appelé Douegbouh où son sous-sol est riche en argile exploité actuellement de manière artisanale. Mayouom a à sa tête un chef de village d'une dynastie appelée Nji Njiayouom installé depuis le règne du roi Bamoun Nsangou assisté de ses notables (khom Nji) le chef actuel est sa majesté Nji Njiayouom Mfouapon Alassa qui a hérité à Nji Njiayouom Ngambé Mama. La nourriture principale est le couscous du maïs mélangé au manioc. Il abrite aussi un vaste terrain fertile qui est très intéressant pour les promoteurs agricole.[réf. nécessaire]

## Géologie
Mayouom dispose d'un important gisement de kaolin. Exemptes d'éléments toxiques, ces argiles permettent d'envisager diverses utilisations en céramique.

## Population
En 1966-1967, la localité comptait 559 habitants, principalement Bamoun. Lors du recensement de 2005, on y a dénombré 4 794 personnes.